# Manifiesto del pueblo argelino

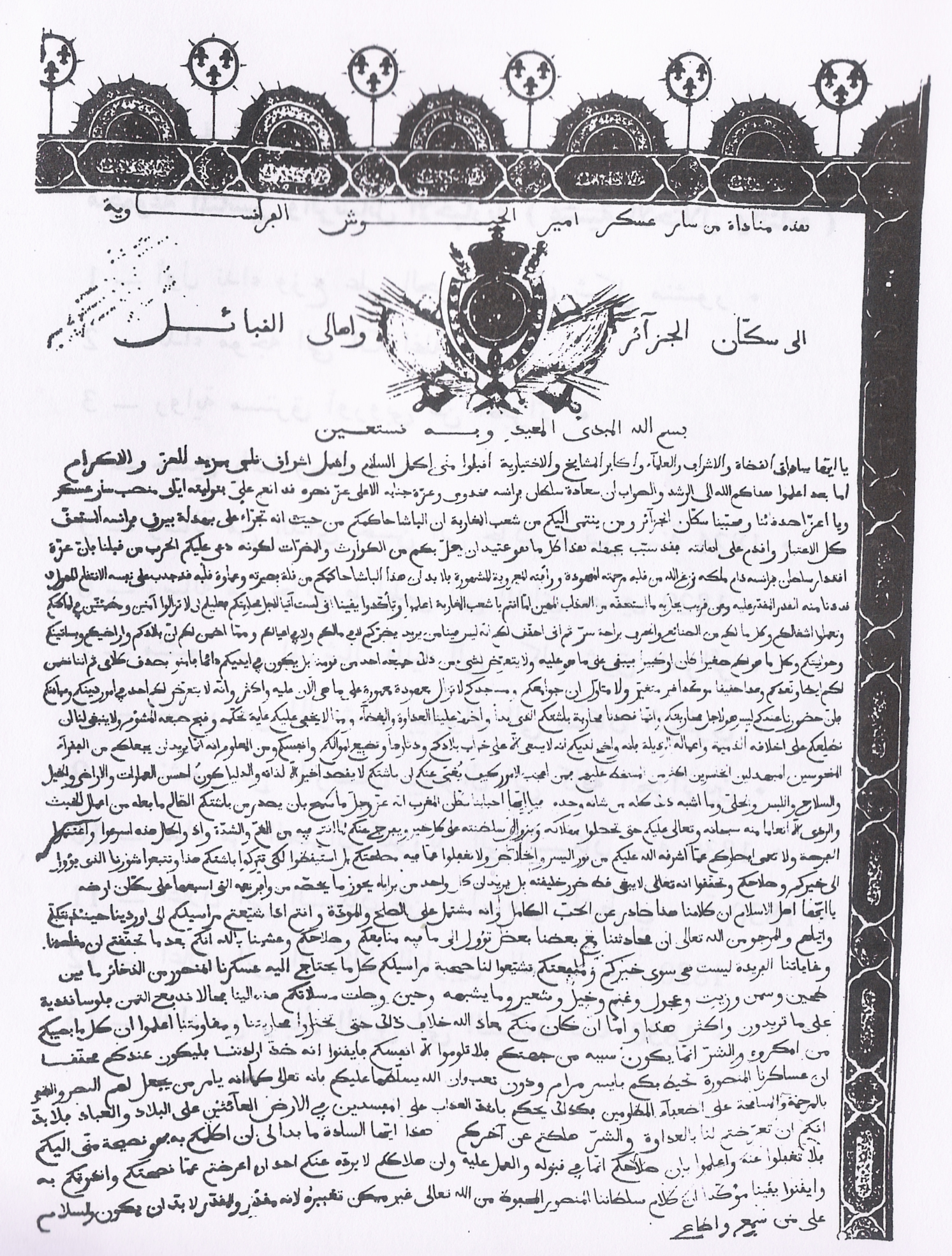
Manifiesto del pueblo argelino

El Manifiesto del Pueblo Argelino (en francés Manifeste du algérien peuple y en árabe بيان الشعب الجزائري ) es una declaración formal de quejas y demandas firmado por 28 representantes musulmanes liderados por Ferhat Abbas el 10 de febrero de 1943 en Argelia dirigida a los líderes de Francia, Gran Bretaña, Estados Unidos de América y la Unión Soviética. Se redacta en el marco de la Segunda Guerra Mundial, en donde los intereses sobre la región están de manifiesto, y después de lo que se denominó la Francia de Vichy, como un régimen totalitario alineado con el pensamiento fascista de la época. 
Su principal causa son años de colonización y opresión francesa que crea condiciones desiguales e injustas sobre los musulmanes argelinos, tratados como súbditos y no como ciudadanos, sin pleno reconocimiento de derechos sociales y políticos y con fuertes restricciones en el acceso al poder.  

## Puntos fundamentales
Sus puntos fundamentales son: el  federalismo, una constitución propia que garantizase la libertad e igualdad de todos los habitantes, sin distinción de raza o religión; la reforma agraria; el reconocimiento del árabe como lengua oficial junto al francés; la libertad de prensa y de asociación; la instrucción para todos los niños y, finalmente, la participación efectiva de los musulmanes en el gobierno del país.

## Antecedentes
Para 1936, Ferhat Abbas escribía un artículo en el periódico “L ´Entente´” denominado “La France, c´est moi” donde recogía su idea principal del concepto de nación argelina, que hasta entonces no se consolidaba como el punto de partida para definir la identidad de los ciudadanos y para él parecía más un mito que una realidad. Demostrando entonces, la postura que hasta esos años sería la dominante dentro de la élite política argelina: asimilación, distanciarse de Francia aún conservando la influencia cultural y social que ésta supuso como colonizador. En últimas, una asociación constante entre dos identidades (fruto del colonialismo francés en Argelia), el ser francés y musulmán argelino al mismo tiempo. 
Por otra parte, en Argelia, algunos musulmanes son incorporados de manera formal al Consejo Nacional, pero la pauperización creciente de las masas populares motivará un informe de Ferhat Abbas que elevará en abril de 1941 al general Petain con el título de la Argelia del mañana. En él, se critica fuertemente la condición de los musulmanes en Argelia, como un grupo segregado de la población sin los beneficios propios de los europeos franceses, lo que dificulta una relación favorable entre los dos. 
Ahora bien, bastarían algunos meses para que esta postura de asimilación dominante decayera y entrara una nueva idea que, aunque no fuese propiamente nacionalista incluyera elementos del mismo, e hiciera que los políticos burgueses y las élites diesen un vuelco hacia este último. Así pues, esta transformación se debe a tres factores fundamentales: por un lado, el aumento de las huelgas por una reforma agraria integral que cobijara los sectores sociales marginados, por otro lado, un apoyo creciente de la sociedad a la izquierda política, y por último el fracaso del proyecto Blumm-Violette con el que el gobierno francés pretendía otorgar la ciudadanía francesa plena a algunos pocos argelinos musulmanes permitiendo al acceso libre a la educación y mejorando sus condiciones políticas. 

Luego de ello, en el marco del inicio de la Segunda Guerra Mundial en Europa y la influencia de los Estados Unidos de América en la región, hay un reforzamiento de los sentimientos nacionalistas entre los musulmanes argelinos. En este sentido, el mismo Abbas recoge la idea generalizada de los musulmanes en Argelia desde finales de 1936 diciendo:
“Cuando un argelino se nombra a sí mismo árabe, el jurista francés le dice, ´No, tu eres francés´. Cuando él mismo reclama los derechos de un hombre francés, el mismo jurista le dice, ´No, tu eres un árabe´”.
Ferhat Abbas citado por Tucker Spencer, 1979
Se rechaza entonces, la creación de una Argelia completamente independiente y se lucha por una mejoría de las condiciones políticas y el estatus legal de los musulmanes frente al gobierno francés.
No es hasta 1942, con la invasión de los países aliados en Argelia que se empieza a debatir la cuestión de una Argelia autónoma e independiente, expresada oficialmente en un mensaje presentado por las organizaciones musulmanas al gobernador y general francés del momento Henri Giraud, quién se respondió claramente el 5 de febrero de 1943: “Yo libro una guerra, no hago política” dimitiendo de las delegaciones musulmanas con la famosa frase “no es tiempo de reformas, yo quiero soldados”. Todos estos elementos, serán los condicionantes para que luego de unos meses se declare el manifiesto. 

## Contenido
El 10 de febrero de 1943 se publicó el "Manifiesto del pueblo argelino", donde se indicaba que había llegado el momento de que Argelia reclamara, "en nombre del derecho de los pueblos a disponer de ellos mismos", el fin del régimen colonial. Presentando así, una página de equilibrio sincero y objetivo a 120 años de colonización y una expresión fiel de las aspiraciones nacionales del pueblo a los representantes de Francia, Gran Bretaña, Estados Unidos de América y la Unión Soviética. 
De esta manera, inicia haciendo un recorrido histórico de la presencia francesa en Argelia para hacer un llamado a la terminación de su control, a lo que añade la invasión de los países aliados o la denominada invasión anglo-americana en Argelia que estuvo desde el 8 de noviembre de 1942. Además resalta la multiplicidad de grupos políticos en Argelia y su afán por consolidarse como poderes independientes en la defensa de sus intereses particulares. 
Así pues, pone sobre plano seis elementos fundamentales:
a) La condena y abolición de la colonización, es decir, de la anexión y explotación de un pueblo por otro. 
b) La aplicación para todos los países, pequeños y grandes, del derecho de los pueblos a disponer de sí mismos.
c) La dotación a Argelia de una Constitución propia.
d) La participación inmediata y efectiva de los musulmanes argelinos en el gobierno de su país. 
e) La liberación de todos los condenados y presos políticos, al margen de su filiación. 
En términos generales, el manifiesto acaba con la idea de equiparar e igualar con Francia para abrir paso a una nueva idea de una Argelia con estatus independiente dentro de una estructura federal. No se presenta, sin embargo, como nacionalista aunque critique directamente el colonialismo y rescate el pasado glorioso de Argelia. 

## Consecuencias
El documento señalaba la contradicción en la que el presidente de los Estados Unidos definía la guerra de independencia argelina como de " liberación de los pueblos e individuos sin distinción de razas ni de religión", mientras las poblaciones representadas por los firmantes se encontraban " privadas de derechos y libertades esenciales de las que gozan los otros habitantes de este país". El Manifiesto se habría de convertir en la referencia por excelencia de la liberación de Argelia. Las reformas que lleva a cabo el general Catroux, oriundo de Argelia, al ser nombrado gobernador tras la instalación del General De Gaulle en Argel para dirigir el Comité Francés de Liberación Nacional, serán consideradas insuficientes por todos los nacionalistas.
Pasados unos meses tras el anuncio del manifiesto y sin respuesta alguna por parte del gobierno francés, el 26 de mayo de 1943 una delegación de musulmanes lideradas nuevamente por Ferhat Abbas y por Sayah Abdelkader (presidente de la mitad de las delegaciones musulmanas), se añade una cláusula por la que se exigía la formación de un Estado argelino democrático y liberal y la autonomía de Argelia como nación soberana, aunque con el derecho de fiscalización por parte de Francia, y se presenta al gobernador general del momento Marcel Peyrouton. 
A partir de allí, se crea la Comisión para los Asuntos Económicos y Sociales de los Musulmanes en Argelia. Sus objetivos principales estarán centrados en dos componentes: la participación y representación en el gobierno y en la administración, así como, el reconocimiento de la integridad territorial argelina en el marco de una nación independiente. Objetivos que se conseguirían a través de una asamblea constituyente elegida por voto popular y que regiría el futuro Estado.
Fruto de las múltiples deliberaciones de la Comisión, y con la llegada de George Catroux como gobernador general en 1944 se dio la Ordenanza del 7 de marzo conocida como Ordenanza Catroux, que se basaba en la igualdad de derechos y deberes entre franceses musulmanes y no musulmanes, otorgaba la ciudadanía a unos 60.000 argelinos sin abandono de su Estatuto coránico, admitía un acrecentamiento de la representación musulmana en las asambleas locales y establecía el principio de los dos colegios electorales, aparte de proyectar amplias reformas económicas y escolares. Sin embargo, no será suficiente para satisfacer los verdaderos deseos de las organizaciones y delegaciones de base de la sociedad argelina mucho más cercanas a la independencia. Teniendo esto en cuenta, y con un hecho histórico como la matanza de Sétif, se crea la Última organización fruto del manifiesto, la Unión Democrática de Amigos del Manifiesto (UDMA).